# A.E. Grossé

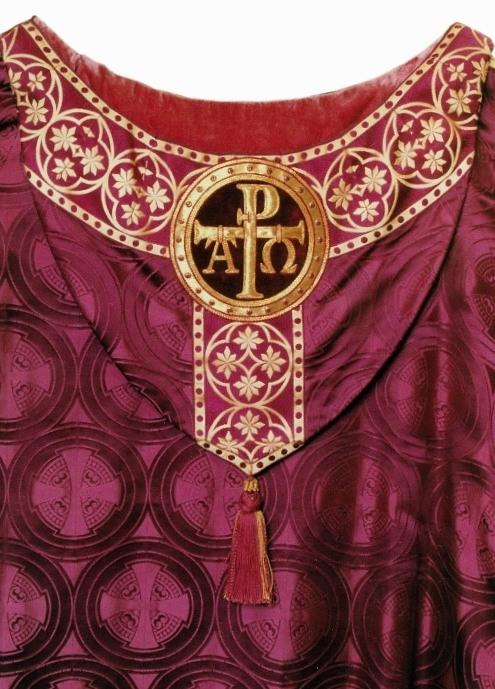
Koorkap van A.E. Grossé met een echte capuchon, gemaakt van paarse zijdedamast met een motief ontleend aan vroegchristelijke kunst. Circa 1920-1930.

Het huis A.E. Grossé (1899-1981) of Antoinette-Emilienne Grossé was een Belgisch atelier voor liturgisch textiel, alsook een handel in kerkornamenten, gevestigd aan de Simon Stevinplaats in Brugge, met vertegenwoordiging in Londen. Het was een voortzetting van het atelier van Louis Grossé.

## Voorgeschiedenis
De Franse passementwever Jean Josse Grossé (1743-1820) had zich in 1783 in Gent gevestigd. Zijn zoons Jean-Baptiste (1767-1844) en Jean François (1774-1848) vestigden zich vanaf 1791 in Brugge. De laatste, in 1803 getrouwd met Isabelle Rooman (1780-1841) bouwde het bedrijf uit onder de naam Grossé-Rooman. Er werden stoffen, fournituren en borduurwerken geleverd, vanaf 1830 met name voor het leger.
Zijn zoon Louis Grossé (1811-1899) richtte na zijn huwelijk met Colette Coucke (1822-1886) in 1843 een eigen en concurrerend atelier op in dezelfde stad. Het accent lag op kerkelijk borduurwerk. In nauwe samenwerking met Brugse geestelijken en Engelse kunstcritici, onder wie A.W.N. Pugin en T.H. King, liet het atelier de middeleeuwen herleven, een periode die gezien werd als hoogtepunt voor de katholieke kerk. Grossé bestudeerde de oude borduurtechnieken en voerde ze opnieuw in. Hij werd hiermee tot ver over de grenzen beroemd. Controversieel was de invoering van het middeleeuwse model van de liturgische gewaden. De terugkeer van de stijve en smalle gewaden van de vroege negentiende eeuw naar de oorspronkelijk zeer wijde en soepele gewaden leidde wereldwijd tot discussies. Rond 1863 werd deze hervorming door ingrijpen van het Vaticaan afgebroken.

## Overname

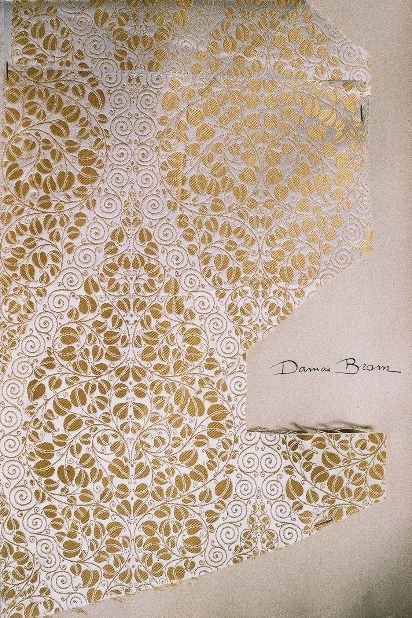
Damast uit het atelier van Antoinette Grossé, rond 1910-1915

De kinderen van Louis Grossé gingen ieder hun eigen weg. Louis Grossé Junior (Gent, 22 november 1840 - Brugge, 31 oktober 1929) richtte onder de naam Grossé-De Herde een atelier voor glasschilderkunst op, Godefroid Grossé (Brugge, 9 maart 1859 - Comblain-au-Pont, 12 september 1919) specialiseerde zich in de mozaïekkunst en Joseph Grossé (Brugge, 13 december 1856 - 5 mei 1910) richtte eveneens een eigen atelier op, waarin hij zich, behalve met borduurwerken, met de vervaardiging van emaille bezighield.
Als gevolg hiervan kwam Louis' dochter Antoinette-Emilienne Grossé (Brugge, 19 oktober 1862 - 15 november 1954) in aanmerking om het familiebedrijf over te nemen. Zij had al meer dan 15 jaar samen met haar broer Joseph en zuster Elisa het Londense dochterbedrijf geleid.
In de jaren 1918-1921 nam Louis Monthaye (Brugge, 10 maart 1892 - 7 februari 1921), een neef van Antoinette-Emilienne Grossé, de leiding van het bedrijf over. Zijn voortijdig overlijden bracht Antoinette-Emilienne echter weer aan het hoofd van het atelier. Het beleefde onder haar leiding een grote bloei. Zij werd vanaf 1922 ondersteund door haar nicht Madeleine Grossé, dochter van Joseph Grossé voornoemd, en door haar echtgenoot Jozef Van Hauwermeiren.

## Hervormingen
In navolging van haar vader voerde Antoinette-Emilienne Grossé al snel na haar aantreden vernieuwingen door. In 1902 vervaardigde het atelier opnieuw kazuifels van het meest oorspronkelijke model – de gesloten halve cirkel –, ditmaal voor de Leuvense hoogleraar en latere aartsbisschop van Mechelen Désiré-Joseph Mercier (1851-1926). Zij had het gebruik van dit model besproken met de nieuwe hoogleraar kerkgeschiedenis van het Brugse Grootseminarie Kamiel Callewaert (1866-1943), die had voorgesteld het oorspronkelijke model geleidelijk aan weer in te voeren. Callewaert zou een van de grote voorgangers van de Liturgische Beweging worden, die de terugkeer naar de oorspronkelijke liturgie van de kerk nastreefde, met de daarbij behorende vormen.
Het Bulletin des Métiers d'Art van 1912 laat zien welke modellen geleverd werden door het atelier A.E. Grossé. De kazuifel reikte op dat moment tot halverwege de armen. De gewaden van soepele zijdedamast, met eenvoudige banden en gedecoreerd met eenvoudige symbolen, laten een soberheid zien die lang niet vertoond was. De patronen van de zijdedamasten waren nog dezelfde als voorheen, maar het gebruik was anders; de stijve voering en versteviging waren weggelaten en het model maakte soepele plooival mogelijk. De gewaden zijn versierd met eenvoudige geometrische versieringen, op ‘meetkundige basis’. Deze publicatie zou de indruk kunnen wekken dat het atelier van Grossé zich op dat moment al beperkte tot de vervaardiging van modern werk. Dit is niet het geval; de vraag naar wijde kazuifels was tot in de jaren twintig beperkt en er werden nog lang kostbaar geborduurde werken vervaardigd in de techniek ‘van onze onovertroffen Vlaamsche borduurders uit de middeleeuwen’.

## 1920-1940

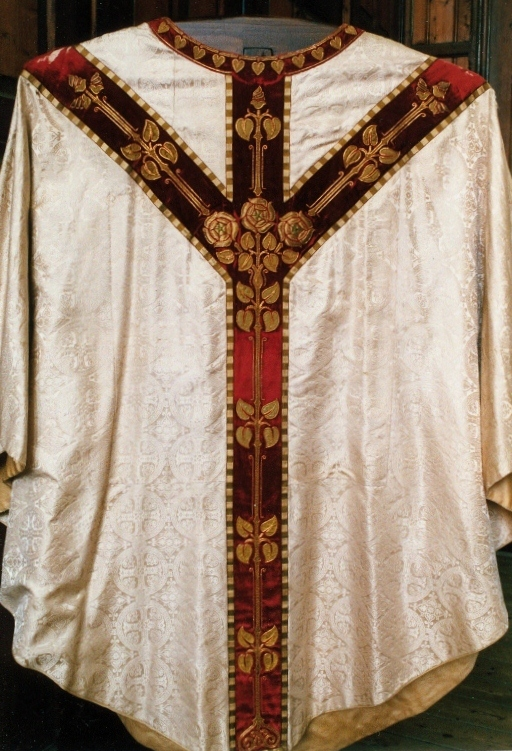
Kazuifel met rozenmotief. Een vergelijkbaar kazuifel werd in 1925 aangeboden aan paus Pius XI, ter gelegenheid van het Heilig Jaar.

Rond 1920 werden de gewaden nog wijder. De kazuifel reikte tot aan de polsen en was niet meer voorzien van een Romeins kruis, maar van een gaffelkruis, waarvan de armen over de schouders lopen. Koorkappen hadden echte, kleine capuchons. Dalmatieken hadden gesloten mouwen, geheel volgens de idealen van de paramentenhervormers. De decoratie was ondergeschikt aan deze vorm. Er werden modern vormgegeven, soepele stoffen gebruikt. Deze stoffen waren deels naar eigen ontwerp geweven en maakten gebruik van vroeg-christelijke motieven. Onder Antoinette-Emilienne Grossé werden nieuwe tinten ontwikkeld, gedempter dan de soms valse negentiende-eeuwse tinten. De liturgische kleur wit werd ivoorkleurig, groen werd mos- of olijfgroen, paars kreeg een sterk rood accent, rood een bruin accent. Nog vele jaren later spraken bedrijven in Lyon en Krefeld over de zogenaamde kleuren Grossé.
In het eerste kwart van de eeuw was men uit stilistische en financiële overwegingen van gedetailleerd zijdeborduurwerk overgestapt op de applicatietechniek. De symbolische motieven, uitgevoerd in deze techniek, waren sterk gestileerd; zij moesten op afstand duidelijk zichtbaar blijven. De effen applicaties, in de stijl van de art deco, zijn vaak afgezet met gelegd gouddraad, accenten zijn aangebracht in tamboureersteek. De vormgeving van deze paramenten is evenwichtig in alle opzichten: de combinatie van gedempte tinten, waarbij de gouden accenten het geheel doen oplichten, de verdeling van ornament en ruimte en de combinatie van stof en model.

## 1940-1980
Na de Tweede Wereldoorlog veranderde de stijl van het atelier ingrijpend. Ontwerpen van onder anderen Michel Martens en D.B. Groenendaal volgden de primitieve stijl van de in de jaren dertig opgekomen Duitse School. Daarnaast werd de Nederlandse monumentale stijl van ateliers als J.L. Sträter nagevolgd. In 1950 werd de leiding van het bedrijf overgenomen door Madeleine Grossé en haar echtgenoot Jozef van Hauwermeiren, die al vanaf 1923 in dienst was. Het atelier bleef, ook na het overlijden van Antoinette-Emilienne Grossé in 1954, onder haar naam voortbestaan. Freddy Duwel, een neef van Jozef van Hauwermeiren, was verantwoordelijk voor de vrijwel abstracte ontwerpen uit de jaren zestig. Het atelier zou de heersende mode blijven volgen en een goede kwaliteit producten leveren, maar nooit meer haar vooroorlogse roem evenaren.
In 1981 werd het familiebedrijf overgenomen door Michel Vernimme van het atelier Arte en kreeg het de naam Arte/Grossé. Het pand aan de Simon Stevinplaats werd verlaten. Het bedrijfsarchief werd in het Stadsarchief van Brugge ondergebracht.

## Organisatie
Het bedrijfsarchief geeft een goed inzicht in de gang van zaken. Het gros van de opdrachten liep via vertegenwoordigers. In een kaartsysteem werd elke klant en leverancier vastgelegd, met een overzicht van de aankopen en bijzondere afspraken. Nummers verwijzen naar de orderboeken, waarin de vertegenwoordigers verantwoording aflegden van elk bezoek en de daaruit voortvloeiende orders. Van alle geleverde modellen werden foto's gemaakt, die de vertegenwoordigers mee konden nemen naar hun klanten. Er werd wereldwijd geleverd. Veel landen kenden honderden tot meer dan duizend afnemers. Het gaat hier niet alleen om kerken, maar ook om kloosters, scholen, ziekenhuizen en seminaries. In de jaren twintig en dertig van de twintigste eeuw behoorde A.E. Grossé tot de meest succesvolle leveranciers in Europa.
In de Brugse wijk Sint-Jozef is er een straat naar Antoinette Grossé vernoemd.